# 圣让德布赖
圣让德布赖（法語：Saint-Jean-de-Braye，法語發音：[sɛ̃ ʒɑ̃ də bʁɛ]），法国中北部城市，中央-卢瓦尔河谷大区卢瓦雷省的一个市镇，隶属于奥尔良区，其市镇面积为13.7平方公里，2022年1月1日时人口数量为22,088人，是该省人口第三多的市镇，在法国城市中排名第423位。
圣让德布赖位于卢瓦雷省西部，省会奥尔良市区以东，卢瓦尔河右岸，是奥尔良的一个近郊卫星城。

## 地名来源
根据当地官方网站的论述，圣让德布赖最初于1081年以“Sanctum Jahannem Super Bionam”的形式被记载于腓力一世的一份文件中，后于1180年转写为“Sanctus 
Ioannes de Braiis（一写Breiis）”。

## 历史

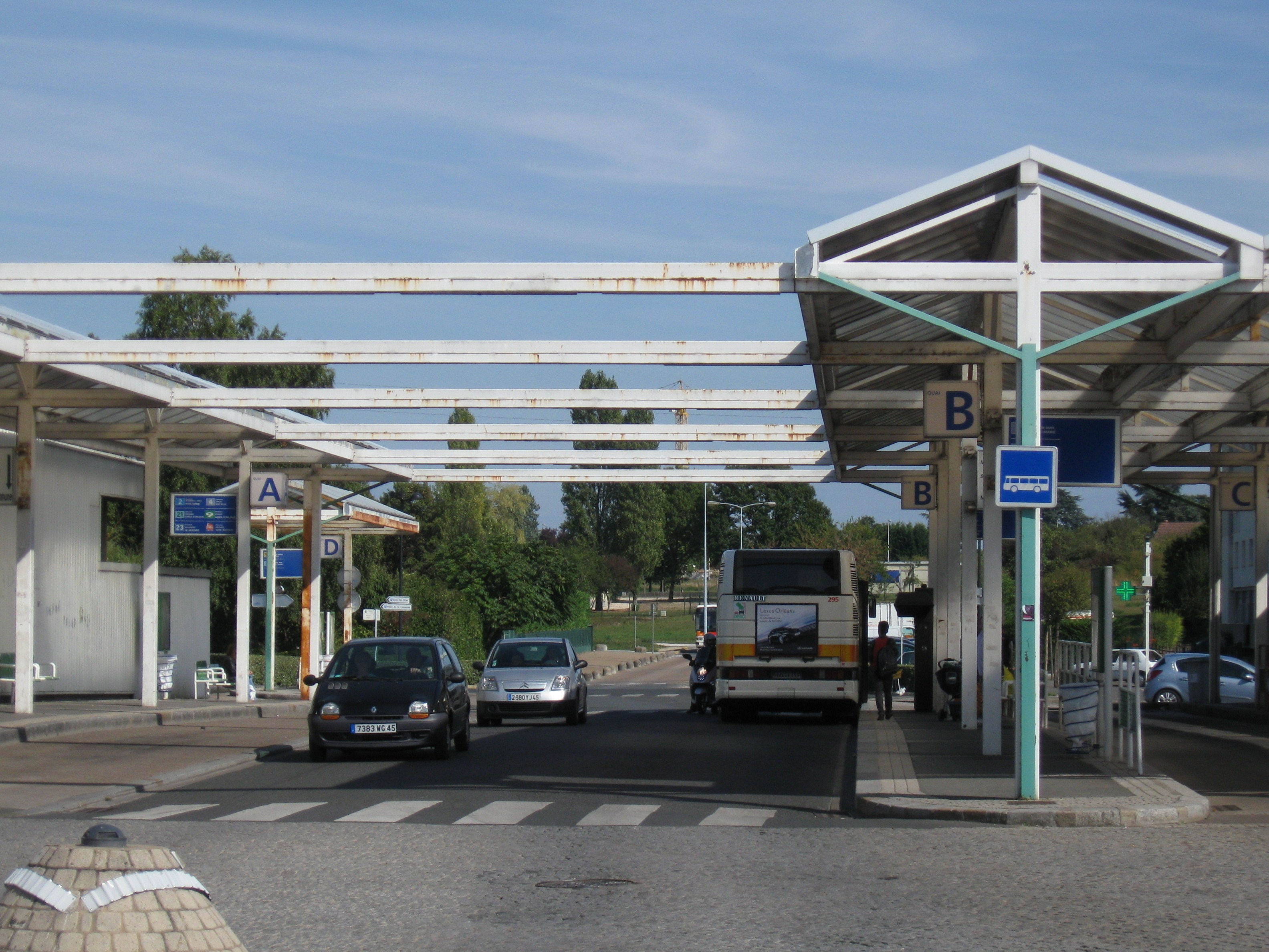
有轨电车修建前（2008年）的莱昂·布吕姆公交车站

圣让德布赖的早期历史尚不清楚。根据当地官方网站的论述，高卢-罗马时期连接奥尔良和桑斯之间的道路由此通过。1249年，圣让德布赖境内修建了修道院和教会。英法百年战争期间，圣让德布赖曾被英格兰军队占领，圣女贞德于1429年5月4日率领军队攻下该地的圣卢堡垒（Bastille de Saint-Loup），为四日后的奥尔良之围奠定了基础。17世纪末，沿卢瓦尔河右岸修筑的奥尔良运河建成。法国大革命后，圣让德布赖成为卢瓦雷省的一个市镇。1790至1794年间，圣卢莱佐尔良（Saint-Loup-lez-Orléans）整体并入圣让德布赖。工业革命期间，途径圣让德布赖的奥尔良—日安铁路建成通车。自20世纪中后期以来，得益于奥尔良的城市扩张，圣让德布赖人口数量快速增加，其建城区域与奥尔良阿戈讷及贝尔讷夫街区紧密相连。1973年，圣让德布赖被设立为同名县的县治。

## 地理

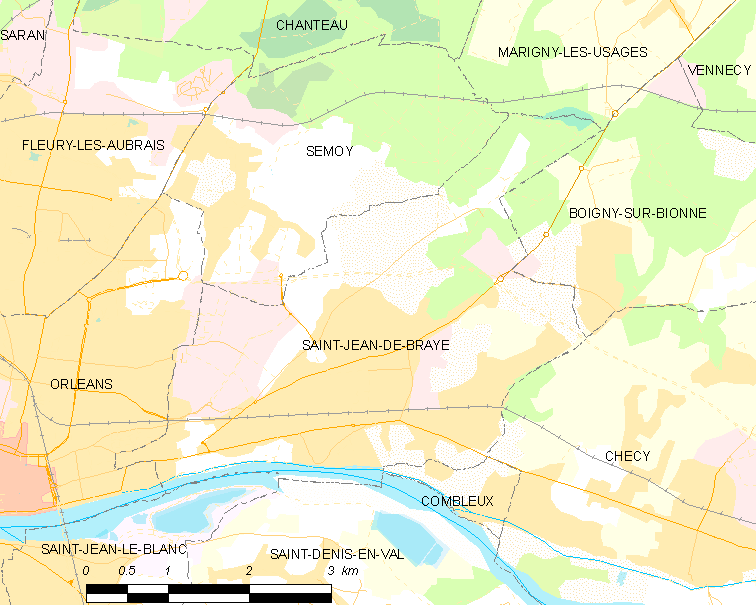
圣让德布赖市镇范围地图

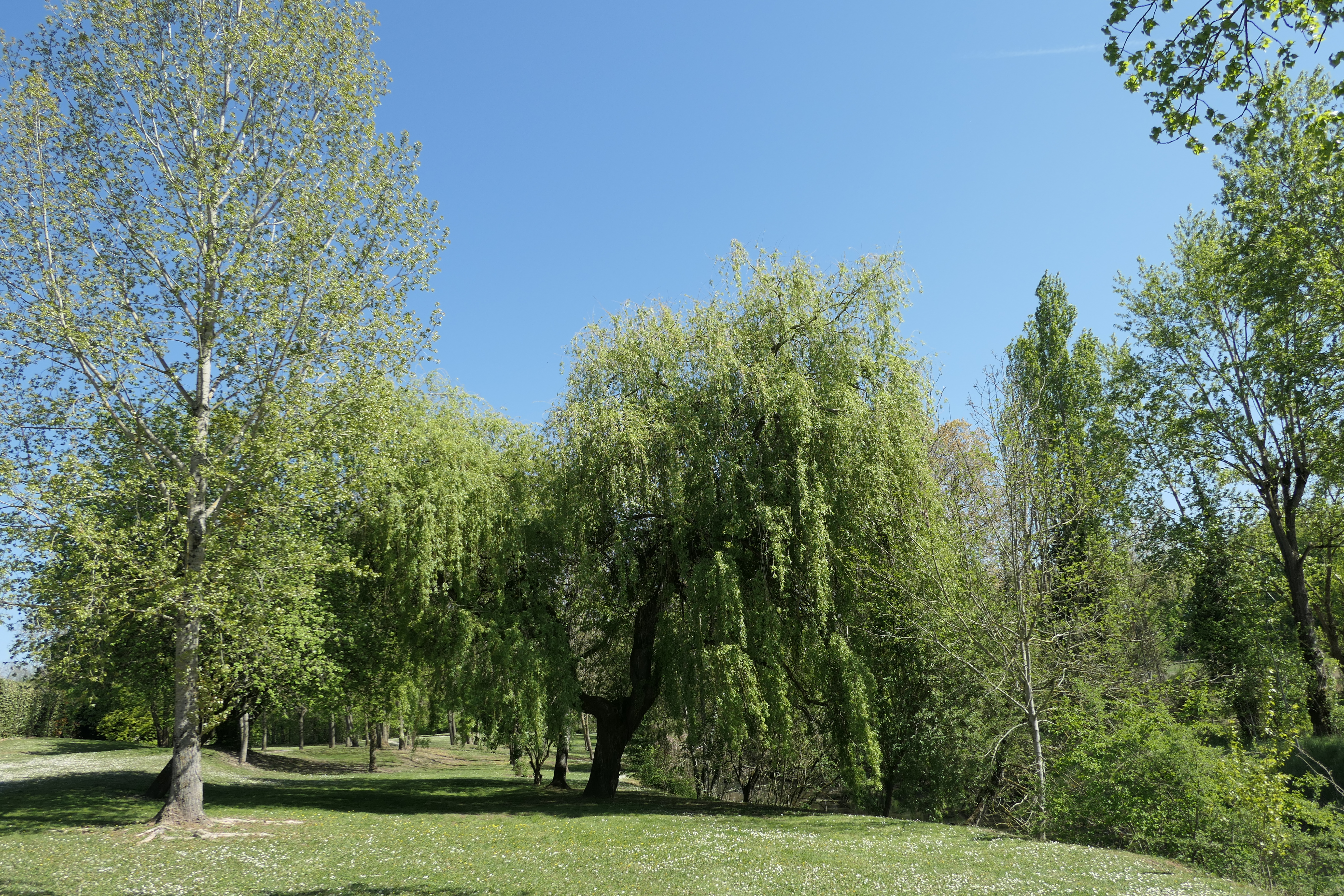
比奥讷河畔的绿地

圣让德布赖位于法国中北部，中央-卢瓦尔河谷大区东北部和卢瓦雷省西部，距离省会奥尔良市区大约5公里。与圣让德布赖接壤的市镇包括：比奥讷河畔布瓦尼、谢西、孔布勒、马里尼莱叙萨日、奥尔良、圣让勒布朗、圣但尼昂瓦勒和瑟穆瓦，其中圣但尼昂瓦勒与圣让德布赖之间隔卢瓦尔河相望，需通过奥尔良和之间的维耶尔宗大桥连接。

### 地形
圣让德布赖位于奥尔良卢瓦尔河谷地区腹地，境内以平原为主，市镇中心地势较为平坦，东北部略有起伏，全境海拔在95到127米之间。

### 水文
卢瓦尔河干流自东向西流经圣让德布赖市镇南界，其右岸支流比奥讷河自东北向西南流经市镇东界并在市镇东南部汇入卢瓦尔河干流；人工开凿的奥尔良运河在圣让德布赖境内沿卢瓦尔河右岸向东延伸。

### 植被
圣让德布赖属于温带阔叶混交林区，林地多分布于河流附近及坡地地带，以及市镇东北部地区，市中心南侧的林地被开发为长道公园（Parc des Longues Allées），其周边建有生态街区。
在鲜花城市的评比中，圣让德布赖被评为2星级鲜花城市。

### 气候
圣让德布赖在柯本气候分类法中属于温带海洋性气候（Cfb）。
距离圣让德布赖最近的常年气象站位于圣伊莱尔圣梅曼境内，以下为该气象站的数据（其中日照数据取自奥尔良-布里西气象站）：
| 圣伊莱尔圣梅曼 1981年－2019年 | 圣伊莱尔圣梅曼 1981年－2019年 | 圣伊莱尔圣梅曼 1981年－2019年 | 圣伊莱尔圣梅曼 1981年－2019年 | 圣伊莱尔圣梅曼 1981年－2019年 | 圣伊莱尔圣梅曼 1981年－2019年 | 圣伊莱尔圣梅曼 1981年－2019年 | 圣伊莱尔圣梅曼 1981年－2019年 | 圣伊莱尔圣梅曼 1981年－2019年 | 圣伊莱尔圣梅曼 1981年－2019年 | 圣伊莱尔圣梅曼 1981年－2019年 | 圣伊莱尔圣梅曼 1981年－2019年 | 圣伊莱尔圣梅曼 1981年－2019年 | 圣伊莱尔圣梅曼 1981年－2019年 |
| 月份                          | 1月                           | 2月                           | 3月                           | 4月                           | 5月                           | 6月                           | 7月                           | 8月                           | 9月                           | 10月                          | 11月                          | 12月                          | 全年                          |
| ----------------------------- | ----------------------------- | ----------------------------- | ----------------------------- | ----------------------------- | ----------------------------- | ----------------------------- | ----------------------------- | ----------------------------- | ----------------------------- | ----------------------------- | ----------------------------- | ----------------------------- | ----------------------------- |
| 历史最高温 °C（°F）           | 17.6 (63.7)                   | 21.5 (70.7)                   | 24.7 (76.5)                   | 31.8 (89.2)                   | 34.5 (94.1)                   | 39 (102)                      | 38.9 (102.0)                  | 42.2 (108.0)                  | 35.6 (96.1)                   | 28.3 (82.9)                   | 20.2 (68.4)                   | 18 (64)                       | 42.2 (108.0)                  |
| 平均高温 °C（°F）             | 7.6 (45.7)                    | 9.4 (48.9)                    | 13.4 (56.1)                   | 17.2 (63.0)                   | 21.3 (70.3)                   | 24.9 (76.8)                   | 26.5 (79.7)                   | 26.7 (80.1)                   | 22.9 (73.2)                   | 17.4 (63.3)                   | 11.1 (52.0)                   | 7.4 (45.3)                    | 17.2 (63.0)                   |
| 日均气温 °C（°F）             | 4.3 (39.7)                    | 5.2 (41.4)                    | 8.1 (46.6)                    | 11 (52)                       | 15.3 (59.5)                   | 18.5 (65.3)                   | 20 (68)                       | 20.1 (68.2)                   | 16.5 (61.7)                   | 12.5 (54.5)                   | 7.4 (45.3)                    | 4.4 (39.9)                    | 11.9 (53.4)                   |
| 平均低温 °C（°F）             | 1 (34)                        | 0.9 (33.6)                    | 2.8 (37.0)                    | 4.9 (40.8)                    | 9.2 (48.6)                    | 12.2 (54.0)                   | 13.6 (56.5)                   | 13.6 (56.5)                   | 10 (50)                       | 7.7 (45.9)                    | 3.7 (38.7)                    | 1.3 (34.3)                    | 6.7 (44.1)                    |
| 历史最低温 °C（°F）           | −13.7 (7.3)                   | −13.3 (8.1)                   | −13.6 (7.5)                   | −3.6 (25.5)                   | 0.3 (32.5)                    | 1.5 (34.7)                    | 6.4 (43.5)                    | 4.6 (40.3)                    | 1.1 (34.0)                    | −4.3 (24.3)                   | −11.5 (11.3)                  | −11.1 (12.0)                  | −13.7 (7.3)                   |
| 平均降水量 mm（）             | 58.2 (2.29)                   | 46.3 (1.82)                   | 55.4 (2.18)                   | 58.2 (2.29)                   | 59.9 (2.36)                   | 55.3 (2.18)                   | 61.6 (2.43)                   | 65.5 (2.58)                   | 44.7 (1.76)                   | 68.8 (2.71)                   | 70.3 (2.77)                   | 73.3 (2.89)                   | 717.5 (28.25)                 |
| 月均日照時數                  | 66.4                          | 87.3                          | 140.5                         | 176.2                         | 207                           | 216.6                         | 221.3                         | 224.6                         | 179.2                         | 121.1                         | 70.6                          | 56.6                          | 1,767.4                       |
| 来源：infoclimat.fr           |                               |                               |                               |                               |                               |                               |                               |                               |                               |                               |                               |                               |                               |

## 行政区划
圣让德布赖的市镇编号为45284，邮政编号为45800。
在行政管理方面，圣让德布赖隶属于法国中央-卢瓦尔河谷大区卢瓦雷省奥尔良区；在地方选举方面，圣让德布赖是圣让德布赖县的中央投票站所在地，其市镇范围全境被划入卢瓦雷省第六选区；在社会管理方面，圣让德布赖是奥尔良都会区的组成部分。
自2008年11月起，圣让德布赖市镇被划为六个街区，实行街区自治制度。截至2024年10月，圣让德布赖市镇范围内暂无城市敏感街区；波尔多桥（Pont Bordeaux）街区为城市政策优先街区。
法国国家统计与经济研究所（简称“INSEE”）在进行数据统计时，将圣让德布赖及相邻的另外18个市镇设为奥尔良城市核心区，并将包括核心区在内的周边共134个市镇划为奥尔良城市区。自2020年起，奥尔良城市区被包含136个市镇的奥尔良城市辐射区代替。此外，INSEE还将圣让德布赖市镇分为了11个“块区”（IRIS），以便于统计人口分布情况。

## 交通

### 公路
卢瓦雷省省道D124线、D960线、D2060线和D2152线在圣让德布赖境内交汇。中央-卢瓦尔河谷大区城际客运（商业名称为“Rémi”）下属的卢瓦雷省城际客运3A线、3B线、6线、16线、17线、20B线经停圣让德布赖，可通往蒙塔日、日安、皮蒂维耶、卢瓦尔河畔叙利、卢瓦尔河畔新堡等地。
| 14 | 11 |

| 奥尔良 | 5.3 |

| 皮蒂维耶 | 38 |

| 卢瓦尔河畔新堡 | 27 |

2021年，79.9%的圣让德布赖家庭拥有至少一辆私人汽车。2022年，圣让德布赖境内共发生各类交通事故15起，造成17人受伤，其中1人重伤。

### 铁路
圣让德布赖位于奥尔良—日安铁路上，该铁路仅供货运列车运行。
距离圣让德布赖站最近的运营中的客运铁路车站为6公里外的奥尔良站，该站停靠前往巴黎、维耶尔宗和图尔三个方向的区域列车，以及直通勒克鲁瓦西克的卢瓦尔河号列车。

### 航空
圣让德布赖距离巴黎-奥利机场的公路里程大约115公里。

### 城市公共交通

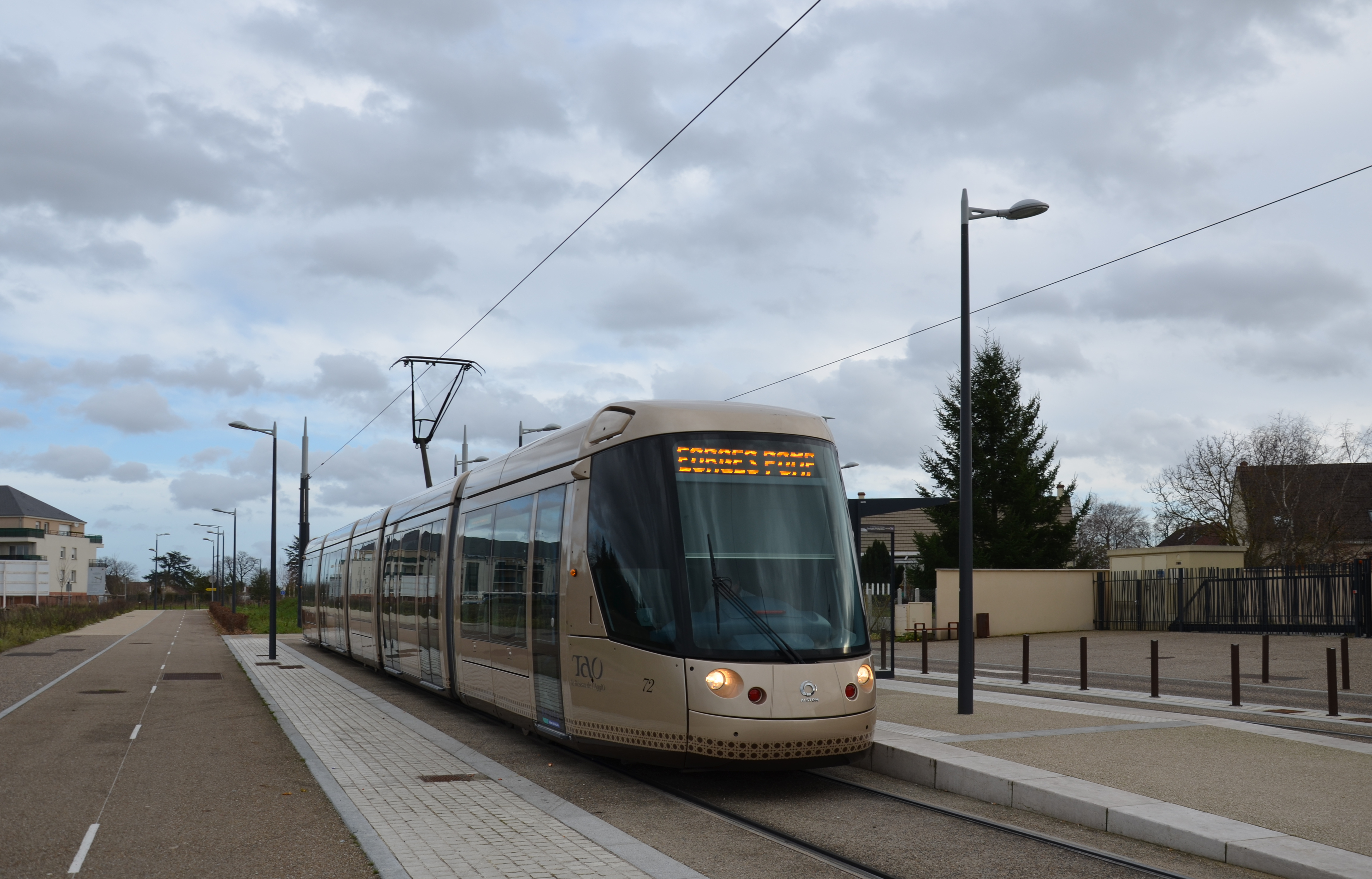
奥尔良有轨电车B线东端终点

圣让德布赖是奥尔良城市公共交通（商业名称为）的服务覆盖范围。截至2024年10月，该系统共包括两条有轨电车线路和数十条公交线路，其中有轨电车B线和公交2路、8路、12路、15路、25路（部分班次）、56路、57路以及定制公交Est线经过圣让德布赖市区。

## 政治

### 市政内阁

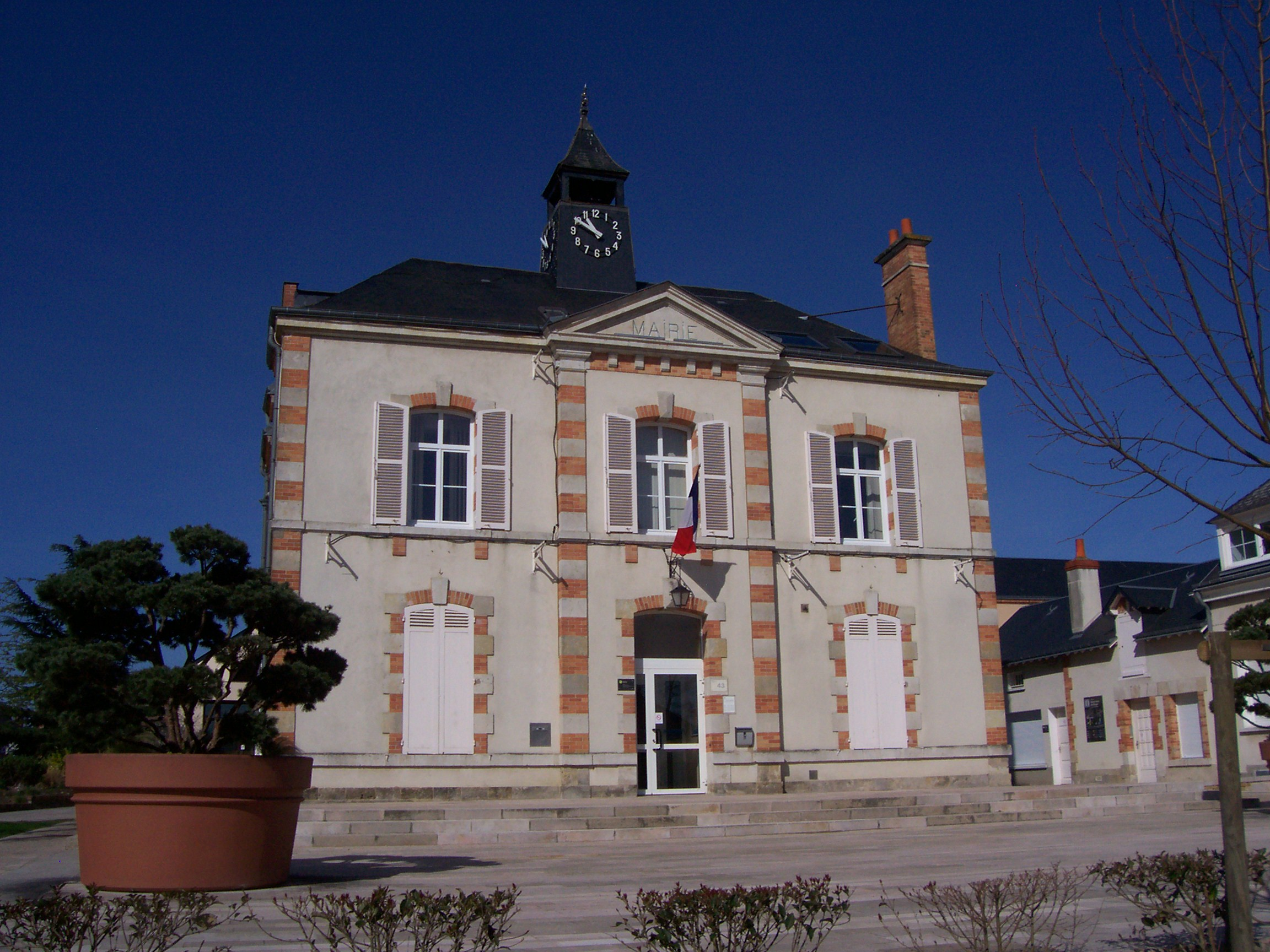
圣让德布赖市政厅

圣让德布赖的现任市长为瓦内萨·斯利马尼女士（Vanessa SLIMANI），她是一名左翼无党派人士，在2020年的市政选举中获得了54.60%的支持率。
| 圣让德布赖历届市长 | 圣让德布赖历届市长                   | 圣让德布赖历届市长          |
| 任期               | 市长                                 | 党派                        |
| ------------------ | ------------------------------------ | --------------------------- |
| 1944年－1947年     | Émile BERNON 埃米尔·贝尔农           | 不详                        |
| 1947年－1963年     | Louis PETIT 路易·珀蒂                | 不详                        |
| 1963年－1971年     | André LAURENCEAU 安德烈·洛朗索       | 不详                        |
| 1971年－1983年     | Marcel JORIOT 马塞尔·若里奥          | PS社会党                    |
| 1983年－2001年     | Jean-Pierre LAPAIRE 让-皮埃尔·拉佩尔 | PS社会党                    |
| 2001年－2008年     | Jacques CHEVALIER 雅克·舍瓦利耶      | UMP人民运动联盟             |
| 2008年－2018年     | David THIBERGE 达维德·蒂贝热         | PS社会党                    |
| 2018年－           | Vanessa SLIMANI 瓦内萨·斯利马尼      | PS社会党 →DVG左翼无党派人士 |

### 各级选举
| 圣让德布赖历届投票选举结果 | 圣让德布赖历届投票选举结果 | 圣让德布赖历届投票选举结果 | 圣让德布赖历届投票选举结果 | 圣让德布赖历届投票选举结果       | 圣让德布赖历届投票选举结果 | 圣让德布赖历届投票选举结果 | 圣让德布赖历届投票选举结果       | 圣让德布赖历届投票选举结果 | 圣让德布赖历届投票选举结果 |
| 选举项目                   | 选举范围                   | 选区单位                   | 选区单位内的选举结果       | 选区单位内的选举结果             | 选区单位内的选举结果       | 选区单位内的选举结果       | 选区单位内的选举结果             | 选区单位内的选举结果       | 参考资料                   |
| 选举项目                   | 选举范围                   | 选区单位                   | 第一轮胜出者               | 第一轮胜出者                     | 支持率                     | 第二轮胜出者               | 第二轮胜出者                     | 支持率                     | 参考资料                   |
| -------------------------- | -------------------------- | -------------------------- | -------------------------- | -------------------------------- | -------------------------- | -------------------------- | -------------------------------- | -------------------------- | -------------------------- |
| 2017年法國總統選舉         | 法國                       | 市镇                       |                            | 埃马纽埃尔·马克龙                | 28.7%                      |                            | 埃马纽埃尔·马克龙                | 72.53%                     | [ 27 ]                     |
| 2017年法国立法选举         | 卢瓦雷省第六选区           | 市镇                       |                            | 里夏尔·拉莫                      | 38.49%                     |                            | 里夏尔·拉莫                      | 57.76%                     | [ 27 ]                     |
| 2019年欧洲议会选举         | 法國                       | 市镇                       |                            | 纳塔莉·卢瓦索                    | 25.73%                     | （不适用）                 | （不适用）                       | （不适用）                 | [ 29 ]                     |
| 2021年法国省级选举         | 卢瓦雷省                   | 县                         |                            | 让-樊尚·瓦利耶斯 瓦内萨·斯利马尼 | 37.63%                     |                            | 让-樊尚·瓦利耶斯 瓦内萨·斯利马尼 | 64.53%                     | [ 30 ] [ 31 ]              |
| 2021年法国省级选举         | 卢瓦雷省                   | 市镇                       |                            | 让-樊尚·瓦利耶斯 瓦内萨·斯利马尼 | 37.05%                     |                            | 让-樊尚·瓦利耶斯 瓦内萨·斯利马尼 | 60.64%                     | [ 30 ] [ 31 ]              |
| 2021年法国大区选举         |                            | 市镇                       |                            | 弗朗索瓦·博诺                    | 30.15%                     |                            | 弗朗索瓦·博诺                    | 50.16%                     | [ 32 ]                     |
| 2022年法国总统选举         | 法國                       | 市镇                       |                            | 埃马纽埃尔·马克龙                | 31.01%                     |                            | 埃马纽埃尔·马克龙                | 66.51%                     | [ 27 ]                     |
| 2022年法国立法选举         | 卢瓦雷省第六选区           | 市镇                       |                            | 里夏尔·拉莫                      | 31.9%                      |                            | 里夏尔·拉莫                      | 53.99%                     | [ 27 ]                     |
| 2024年欧洲议会选举         | 法國                       | 市镇                       |                            | 若尔丹·巴尔代拉                  | 24.73%                     | （不适用）                 | （不适用）                       | （不适用）                 | [ 27 ]                     |
| 2024年法国立法选举         | 卢瓦雷省第六选区           | 市镇                       |                            | 克里斯托夫·拉维亚勒              | 34.7%                      |                            | 里夏尔·拉莫                      | 68.04%                     | [ 27 ]                     |

## 人口
2021年，圣让德布赖市镇人口数量为21,700，在法国排名第423位。其中男性10,377人，女性11,323人，75岁及以上人口占6.3%，外籍人口数量为2,380人，人口密度为1,584人/平方公里，当地男性居民被称为Abraysiens或Brayards，女性居民被称为Abraysiennes或Brayardes。2022年，圣让德布赖境内出生336人，死亡人口143人。
| 圣让德布赖1901年－2021年人口变化情况 |
|                                      |
| 数据来源：Cassini、INSEE             |

## 经济

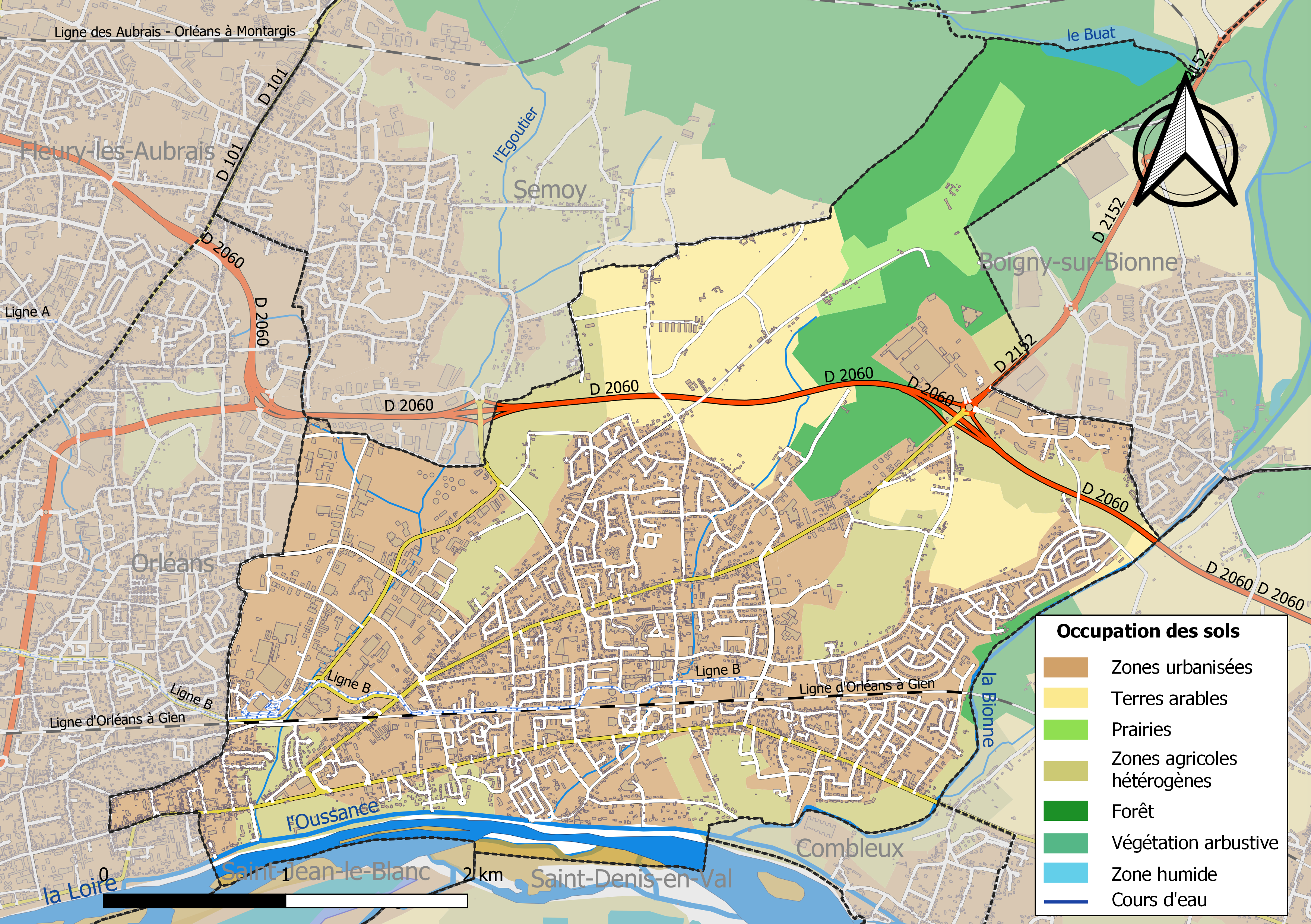
圣让德布赖土地利用情况地图

圣让德布赖是奥尔良一个近郊卫星城。截至2024年10月，圣让德布赖市镇范围内共有各类用人单位（包含自雇）2,271家，平均历史为13年，其中97.8%为中小型企业（PME），2024年8月至10月间，当地的经济活力指数为0。（城市公共交通）、（公共交通）及（汽车客运）是当地2022年已公布营业额最高的三个企业，分别为68,017,202欧元、15,187,393欧元和12,141,941欧元。

## 财政与居民收入
2022年，圣让德布赖的财政收入总额为30,383,000欧元，财政支出总额为29,108,200欧元，当年的债务总额为13,808,900欧元。2022年，圣让德布赖市镇通过增值税获得0欧元的收入，此外当地还共获得了285,810欧元的国家直接财政补助。
| 圣让德布赖居民收入情况                           | 圣让德布赖居民收入情况 | 圣让德布赖居民收入情况 | 圣让德布赖居民收入情况 |
| 内容                                             | 圣让德布赖             | 法国                   | 统计年份               |
| ------------------------------------------------ | ---------------------- | ---------------------- | ---------------------- |
| 征税家庭总数                                     | 9,544                  | 1,081（法国市镇平均）  | 2022年                 |
| 居民平均月收入                                   | 2,241欧元              | 2,435欧元              | 2022年                 |
| 高级职员人均月收入                               | 3,740欧元              | 4,331欧元              | 2021年                 |
| 中级职员人均月收入                               | 2,348欧元              | 2,470欧元              | 2021年                 |
| 普通职员人均月收入                               | 1,757欧元              | 1,801欧元              | 2021年                 |
| 贫困率                                           | 16%                    | 14.5%                  | 2020年                 |
| 青壮年（15至64岁）失业率                         | 13.0%                  | 7.4%                   | 2020年                 |
| 征税家庭数量占比                                 | 47.6%                  | 45.5%                  | 2020年                 |
| 家庭年均纳税                                     | 2,623欧元              | 4,393欧元              | 2022年                 |
| 资料来源：INSEE、L'Internaute、Le Journal du Net |                        |                        |                        |

## 社会事务

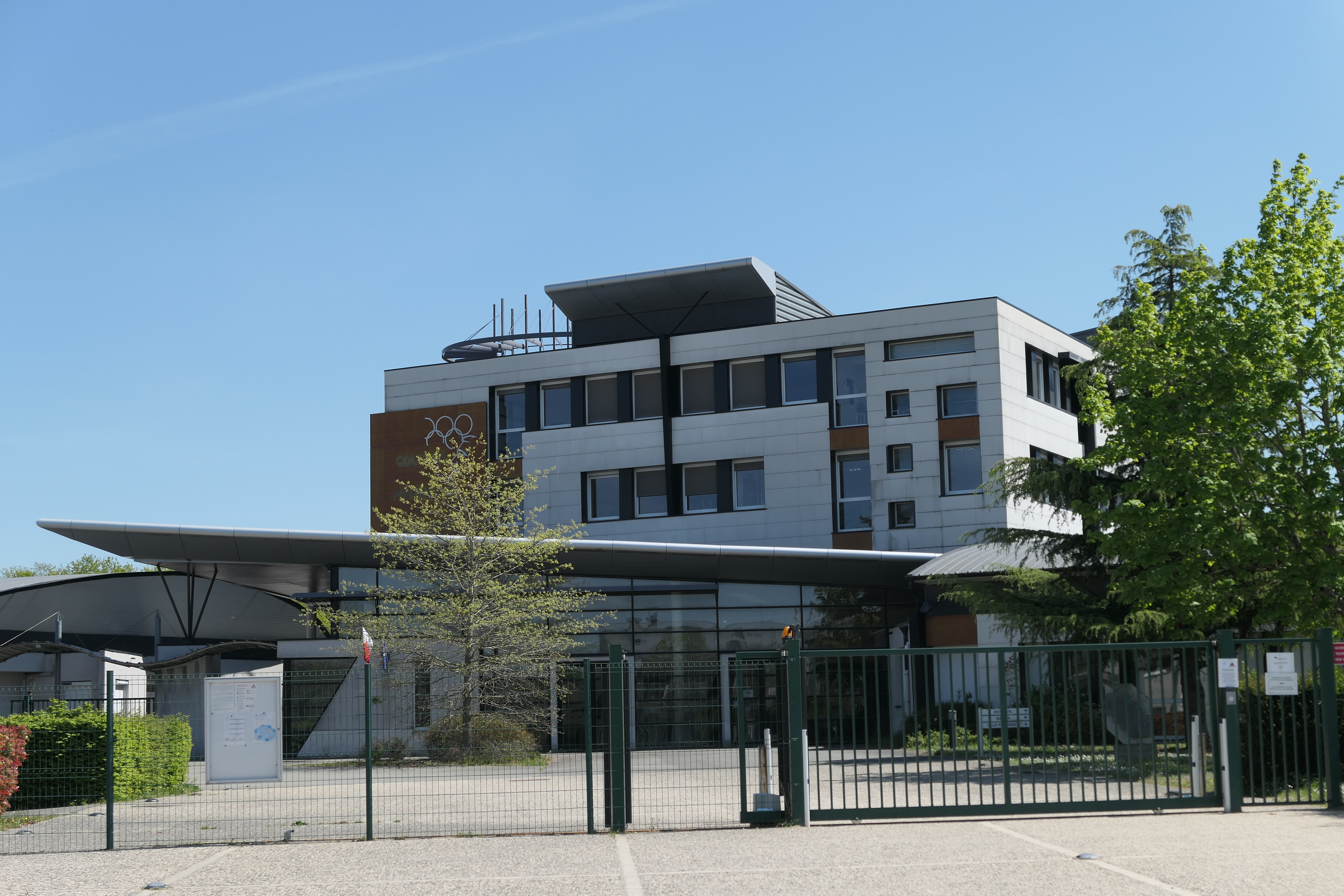
顾拜旦初级中学

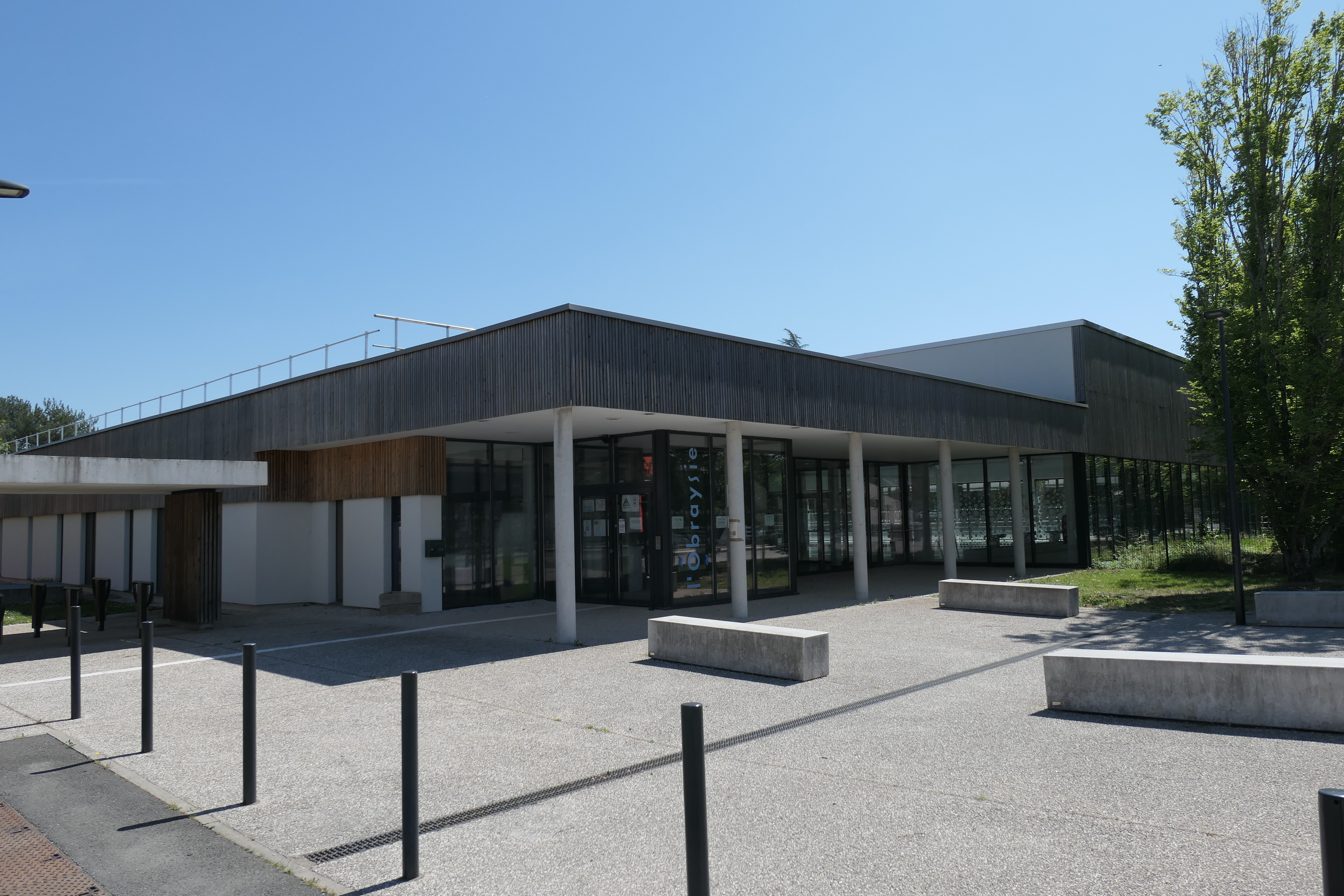
游泳池

### 教育
圣让德布赖属于奥尔良-图尔学区。截至2023年1月1日，圣让德布赖境内共有5所幼儿园、7所小学、2所初级中学、1所普通高中和1所职业高中。2022至2023学年度，圣让德布赖境内共有在校中等教育阶段学生3,339名。

### 医疗
截至2023年1月1日，圣让德布赖境内共有全科医生13名、保健师30名、牙医6名、护士10名、耳科医生1名、助产士1名和妇科医生1名。境内共有药房5家、养老院2家、残疾人帮扶中心7家。
距离圣让德布赖最近的区域性医疗机构为奥尔良大区中心医院，后者亦是一个大学教学医院，其主病区奥尔良新医院位于奥尔良市区南端的河源街区，距离圣让德布赖市区的正常车程大约20分钟，该院设有床位1,752个，是卢瓦雷省规模最大的公立综合性医院。

### 住房
2021年，圣让德布赖境内共有各类住房10,214套，其中47.1%为独立式住宅，51.9%为集中式住宅。常住房屋占圣让德布赖市镇范围内居民建筑总量的92.7%。
在住房保障政策方面，2023年，圣让德布赖境内共有4,900户家庭获得了家庭津贴补助，受益人数占总人口数量的22.6%，其中2,120份为房租补助。

### 商业
2021年，圣让德布赖境内共有各类实体商铺371家，其中餐厅49家、大型超市4家、杂货店4家、面包房13家、肉铺4家、书店2家、银行门店13家、美容美发店22家、汽车维修店30家。圣让德布赖镇中心建有一家家乐福便民超市，市区西部则有欧尚和Aldi超市。

### 体育
2023年，圣让德布赖境内共有1家游泳池、6间体育馆、2座综合体育场、3处网球场、6处足球或橄榄球场以及3处篮球或排球场。
截至2024年10月，圣让德布赖市政体育文化俱乐部（SMOC Football，编号524970）是圣让德布赖境内唯一的一家注册足球俱乐部，成立于1971年，其主队2024至2025赛季参加中央-卢瓦尔河谷大区足球联赛乙组（法国第七级别），其主场为小树林球场（Stade du Petit Bois）。

### 环境
圣让德布赖的环境事务由其所属的奥尔良都会区联合各级政府协调负责。2021年，圣让德布赖境内共有6家污染企业。

### 治安
2023年，圣让德布赖市镇范围内累计记录各类案件682起，其中盗窃类案件284起，人身侵犯类案件233起，毒品交易类案件17起。

## 文化

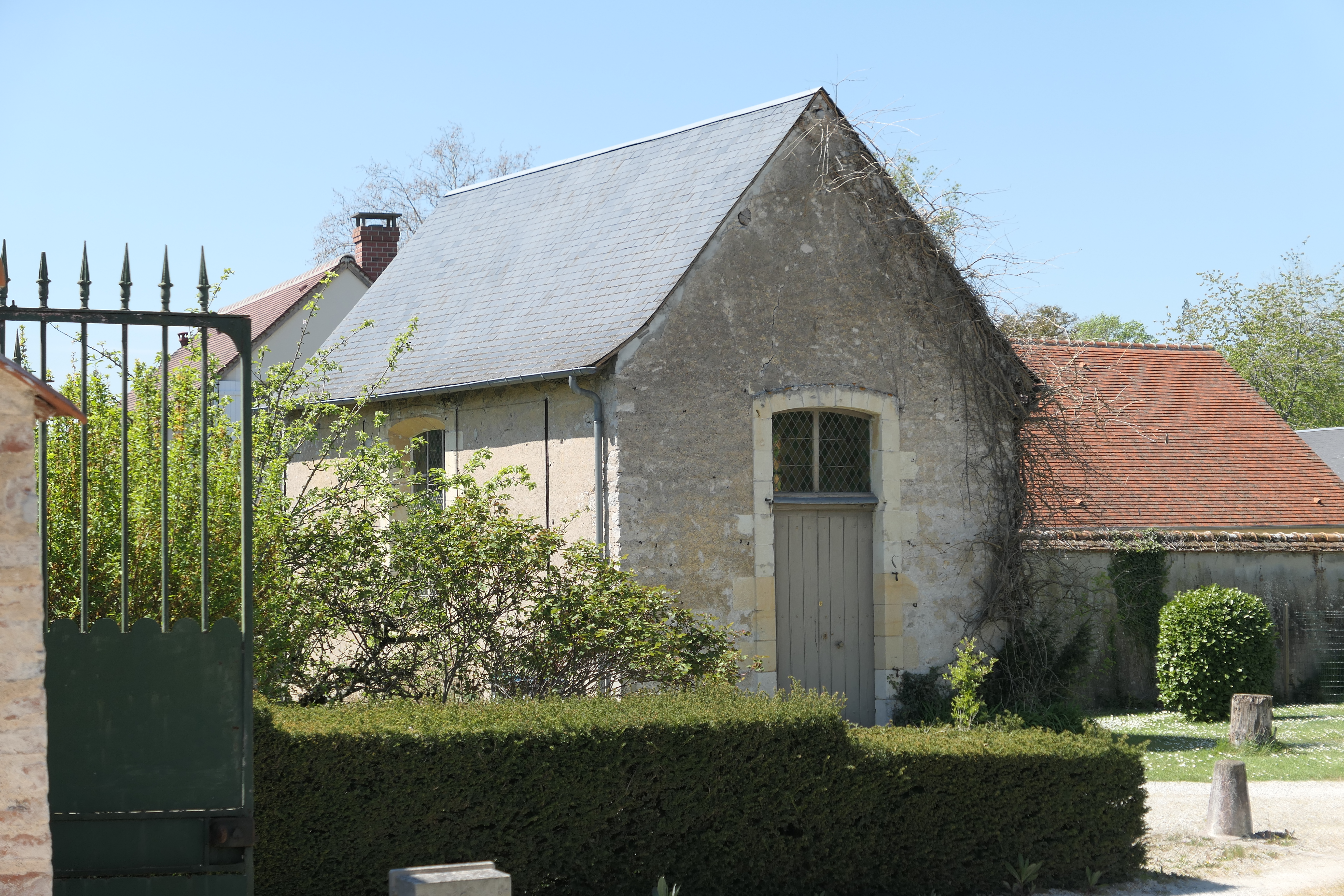
圣米歇尔小教堂

2023年，圣让德布赖境内共有1家剧场。圣让德布赖境内建有多媒体中心（Médiathèque），每周二至六向公众开放。

### 建筑
圣让德布赖境内有多处历史建筑，其中施洗约翰教堂、圣米歇尔小教堂（Chapelle Saint-Michel de Saint-Jean-de-Braye）等为法国国家文物保护单位。

### 旅游
圣让德布赖的旅游事务由其所属的奥尔良都会区联合各级政府协调负责。2024年，圣让德布赖境内共有4家酒店共计302间房间。

### 媒体
法国主要的媒体均可在圣让德布赖接收，法国电视三台下属的中央-卢瓦尔河谷大区频道在部分时段播出圣让德布赖所在卢瓦雷省的地方新闻。《中央共和报》、《加蒂奈光明者报》、蓝色法兰西奥尔良广播等是当地主要的地方性媒体。

## 相关人物

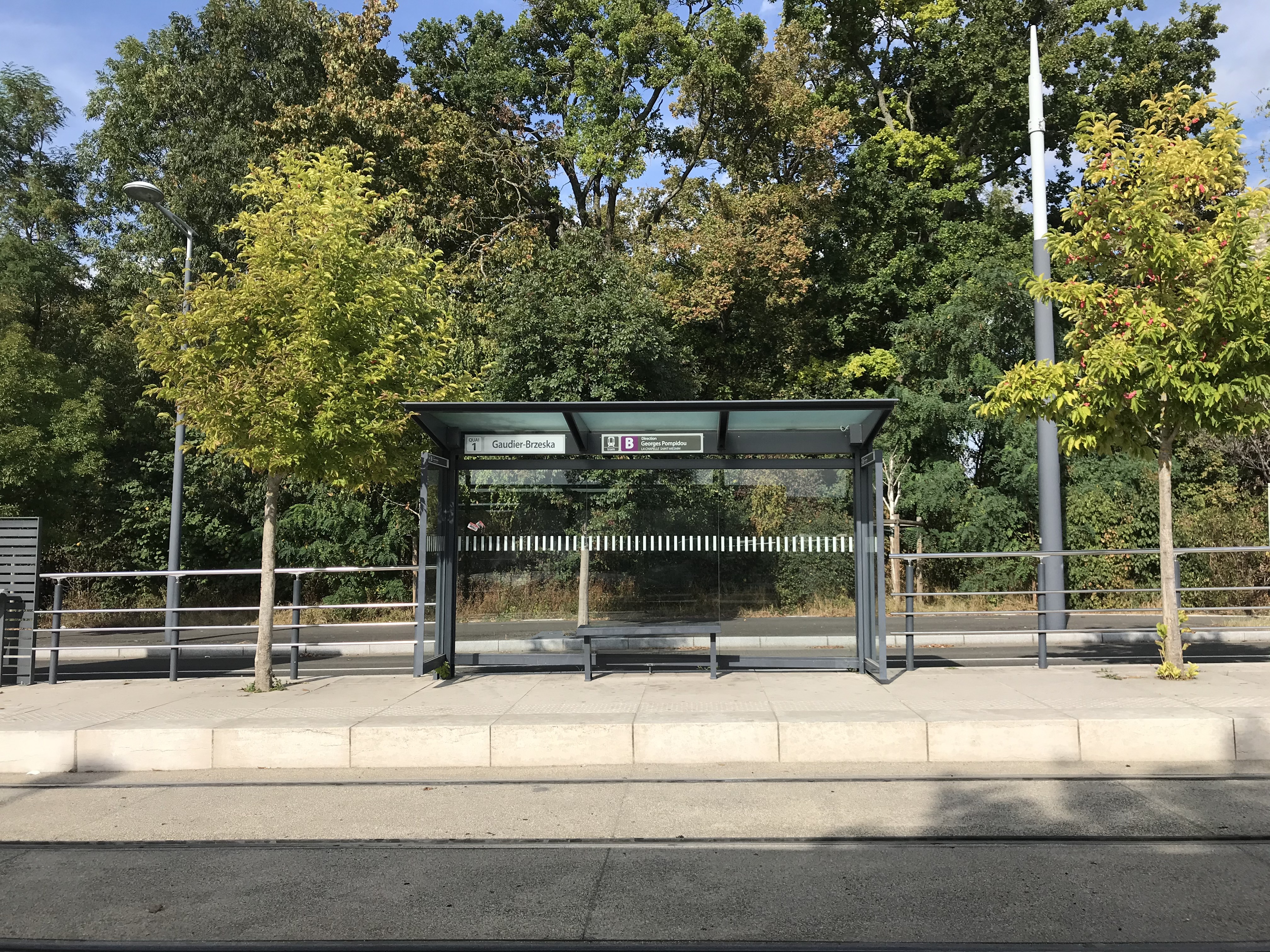
圣让德布赖境内的有轨电车B线“戈迪埃-布热斯卡”站

法国雕塑家亨利·戈迪埃-布热斯卡出生于圣让德布赖，当地的一处有轨电车站以其命名。

## 友好城市
截至2024年10月，圣让德布赖共与三座城市建立了友好城市关系：
- 德国 普富伦多夫
- 英格兰 马奇
- 布吉納法索 Boussouma

除此之外，圣让德布赖在2000至2020年间曾与波兰城市图胡夫结为友好城市，后因政治分歧而终止。